# 엘 로스트로 데 아날리아
《엘 로스트로 데 아날리아》(스페인어: El rostro de Analía)는 2008년 방영된 미국의 텔레노벨라이다.